# 高田美樹
高田 美樹（たかだ みき、1991年12月9日 - ）は、秋田朝日放送（AAB）のアナウンサー。

## 来歴
- 北海道岩見沢市出身。
- 高校卒業後、中央大学に進学した[1]。大学在籍中にテレビ朝日アスク[2]とフジテレビアナウンストレーニング講座アナトレ[3]でアナウンサー講習を受けていた。
- 中央大学卒業後の2015年（平成27年）4月にNHK帯広放送局へ契約キャスターとして入局した[4]。その後、2017年（平成29年）4月に秋田朝日放送へ移籍した。

## 人物
- アナウンサーになろうとしたきっかけは、小学生の頃に札幌ドームで観戦したプロ野球巨人戦のヒーローインタビューをしていた男性アナウンサーを見て憧れた事である[5]。
- 高校と大学入学時に野球部のマネージャーになろうと考えていた事があるが、小学生の頃に立てたアナウンサーになるまでの人生設計（高校時代は放送部に在籍し、大学時代はアナウンススクールに通って実践的な事を学ぶ）のために断念した[6]。

- AABに入社後、高校野球の取材に多く携わっていた。高校野球取材の経験から、後に高校野球の実況を行った（後述）。
- 趣味は水泳、実家のペットと遊ぶ事、食べ放題である[7]。
- 好きな食べ物はいちご、ジンギスカンのタレである[7]。

大学時代、実家からジンギスカンのタレを送ってもらい、ご飯にそのままかけて食べていた。その様子を見た友人から「少し変わった子」と言われた。
- 嫌いな食べ物は納豆である[7]。

## 秋田県民放初の女性実況
- 2023年（令和5年）7月9日に第105回全国高等学校野球選手権秋田大会の第2試合で実況を担当した。女性アナウンサーがスポーツ実況を担当するのは、秋田県にある民放3局では初めてである[1][注釈 1]。
- 実況を担当するきっかけは前年の上司からの打診である。
- 語彙の豊富さや反射神経の良さ等の高い能力が求められ、自分に適性があるか悩んだが、「これまで多くの球児の努力を見てきた。自分も一緒に頑張ってみよう」と実況を決意した。
- 表現力を磨くために過去の秋田大会の映像やテレビのプロ野球中継で実況練習を行ったり、試合の流れを理解するために高校野球部の練習試合を見学した。
- 9日の第2試合の他、13日の第2試合も実況を担当した。

## 出演番組
NHK帯広
- つながる@とかちカフェ

秋田朝日放送
- サタナビっ!
- トレタテ!サンデー
- 夏の高校野球秋田大会「夢球場」

## 新聞
- 秋田）夢球場 高田美樹アナウンサーコラム（連載）- 朝日新聞秋田版